# Laudin und die Seinen

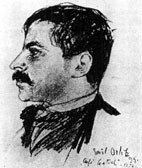
Jakob Wassermann
- 1873 †1934

 Laudin und die Seinen ist der Titel eines 1925 im S. Fischer Verlag erschienenen Zeitromans von Jakob Wassermann. Thematisch und personell verbunden mit der Lebenskrise des Rechtsanwalts Laudin sind drei seiner Fälle, die autobiographische Bezüge zum Scheidungsprozess des Autors aufweisen.

## Überblick über die Haupthandlung
Die zwischen Herbst und Frühling in Wien spielende Haupthandlung thematisiert am Beispiel des erfolgreichen Rechtsanwalts Friedrich Laudin und seiner Frau Pia die Frage nach der Identität einer Person und nach dem Ausstieg aus verfestigten bürgerlichen Strukturen und einem Neubeginn eines alternativen Lebens sowie nach der Sozialisation und der Entwicklung von Partnerschaften.
Der 47-jährige Laudin ist durch die Routine der beruflichen und privaten Abläufe ermüdet, verbirgt aber seine Unzufriedenheit hinter einer freundlichen Fassade. In dieser Lebenssituation bearbeitet er drei Beziehungsfälle, in denen er Ähnlichkeiten zu seiner versteckten Problematik entdeckt: Karoline Lanz und May Ernevoldt lebten mit verheirateten Männern zusammen, deren Witwen gegen Schenkungen an die Geliebten klagen. Der 18-jährige Nikolaus Fraundorfer verliebt sich in die verheiratete und von vielen Männern umworbene Schauspielerin Luise Dercum und begeht Suizid. Diese miteinander vernetzten Schicksale lösen bei Laudin eine Krise aus, die sich auf seine Familie ausdehnt, und er gerät in eine emotionale Abhängigkeit von Luise Dercum. Durch eine dramatische Entwicklung kann sich Laudin am Ende aus der traumatischen Situation befreien und seine Familie erhalten.

## Inhalt
| → Inhalt |
| Dr. Friedrich Laudin ist ein erfolgreicher und angesehener Rechtsanwalt mit einer renommierten Anwaltskanzlei am Fleischmarkt in Wien. Er hat sich auf das Scheidungs- und Erbschaftsrecht spezialisiert und wird wegen seines souveränen und einfühlsamen Umgangs sogar von den Gegenparteien geschätzt. Ebenso gilt seine Ehe mit seiner Frau Pia, den beiden Töchtern Marlene und Relly und den kleinen Sohn Hubert als vorbildlich (Teil I, Kap. 6–8). Doch über diesem Idealbild liegt ein nur ihm sichtbarer Schatten. In der Mitte seines Lebens fühlt sie der 47-Jährige sich müde und in der Routine des Arbeits- und Familienlebens gefangen (I, 10, 18). Dass er mit seinen Prozessen die Gerechtigkeit erkämpfen kann, daran glaubt er nicht mehr. Er kann höchstens im Streit der Interessensgruppen, die ihre eigenen Versionen vortragen, die Lage der Schwächeren etwas mildern (II, 25). Seine durch Haushalt und Familie oft erschöpfte, ca. zehn Jahre jüngere Frau Pia versucht ihm ein Heim ohne Sorgen zu schaffen und verdrängt die drohende Gefahr einer Ehemüdigkeit. Die fünfzehnjährige sensible Tochter Marlene nimmt dagegen die latente Spannung wahr. Sie stellt die Moral der bürgerlichen erfolgsorientierten Erwachsenen-Welt in Frage und spricht mit ihrem Vater über die Selbstmorde zweier Jugendlicher als Zeichen eines Generationskonfliktes (I, 16, II, 22). Mit einer Freundesgruppe plant sie einen Jugendbund „Von der Flamme“, der den Alten und Müden die Zügel aus der Hand nehmen will, um das Böse und Falsche durch das Richtige und Gute zu ersetzen (II, 39, III, 64). In personaler und thematischer Vernetzung sind in die Ehe- und Familiengeschichte Laudins drei juristische Fälle des Advokaten eingearbeitet. Bei seinen Recherchen werden dem Rechtsanwalt jeweils die verschiedenen Versionen der Beteiligten vorgetragen, Aussage steht gegen Aussage und Laudin ist bei seinen Entscheidungen auf seine psychologische Erfahrung und sein Einfühlungsvermögen angewiesen. Dabei mischen sich die Konflikte mit seiner persönlichen Situation, der Unzufriedenheit mit der Rechtsprechung und der Unsicherheit mit seiner gesellschaftlichen Rolle, und dies löst bei ihm eine dramatische Entwicklung aus: Der Student Konrad Lanz bittet Laudin um juristische Hilfe in einem Erbschaftsstreit seiner Schwester Karoline (I, 3). Sie war die Lebensgefährtin Hartmanns, nachdem sich dieser nach einer langen unglücklichen Ehe von seiner Familie getrennt hatte und nach Steyr gezogen war. Vor seinem Tod informierte er sie darüber, dass sie und ihr Sohn seinem im Hartmannshof in Kottingbrunn hinterlegten Testament berücksichtigt seien. Doch das Schriftstück ist nicht aufzufinden und Hartmanns Frau Brigitte bestreitet seine Existenz. Sie ist über ihren Mann verbittert und reagiert auf Laudins Drohungen, eine Kopie sei aufgetaucht und der Fall werde in einem Schwurprozess geklärt werden, widersprüchlich: einmal zeigt sie sich zu einem Vergleich bereit (I, 9), ein anderes Mal lehnt sie jegliche Abfindung ab (II, 21). Als Laudin ihr mit einem Prozess und dem Einfrieren ihres Vermögens droht, wird sie aggressiv und belästigt Pia mit Telefonanrufen und einem Besuch (III, 48), bei dem sie ihren Mann der Rücksichtslosigkeit und des mangelnden Verständnisses für eine von ihrem Mann verlassene Mutter beschuldigt. Brigitte spürt auch dem Privatleben des Rechtsanwalts nach, um ihn unter Druck zu setzen (II, 38). Während Pia Mitleid mit Frau Hartmann hat, sieht Laudin sie als Repräsentantin einer alten Gesellschaft, die „Pflicht, Ehre, Gewissen, Mutterschaft, Aufopferung, Glaube, Religion, Heim und Herd“ als höchste Werte ansieht und die ungebundene junge Frauen verleumdet (II, 31). Während Laudin erfolglos mit Brigitte Hartmann verhandelt, wird Konrad Lanz verhaftet. Er hat, um sein Studium zu finanzieren und die Schwester mit dem Kind zu versorgen, Falschgeld gedruckt, allerdings nur so viel davon ausgegeben, wie er für den Unterhalt brauchte (III, 56). Als Laudin davon erfährt, besucht er ihn im Gefängnis und bietet ihm an, ihn zu verteidigen. Konrad lehnt ab. Einerseits weiß er, dass der Schaden für den Staat im Vergleich zu seinen großen Inflationsmanipulationen gering ist, doch andererseits hat er das Rechtsempfinden des Kategorischer Imperativs, dass jeder einzelne sich an das Gesetz halten muss. Deshalb verzichtet er auf seine Verteidigung (III, 59). Laudin fährt daraufhin zu Brigitte Hartmann, schildert ihr die Lage Karolines und appelliert an ihr Gewissen. Sie stimmt schließlich der Teilung des Erbes ihres Mannes zu (III, 60). Laudin unterhält sich mit seinem Freund Egyd Fraundorfer oft über philosophische Fragen und sie vertrauen sich ihre Probleme an (I, 12). Nach der Geburt des Sohnes Nikolaus hat sich Fraundorfers Frau von ihrem Mann getrennt, angeblich wegen Narrheit, Geiz und Misanthropie des Privatgelehrten, der eine Geschichte der menschlichen Dummheit geschrieben hat. Laudin kritisiert oft den kritischen, spöttischen, vielleicht nur spielerisch-flachsenden Umgang des alleinerziehenden Vaters mit seinem Sohn (I, 11). Jetzt hat sich der begabte 18-jährige Musiker erschossen und der Vater macht sich Gedanken über die Hintergründe des Suizids (I, 14). Er vermutet als Motiv eine unglückliche Liebesgeschichte mit der 24-jährigen exaltierten Schauspielerin Luise Dercum und zeigt dem Freund ein Bild der Frau, das den Rechtsanwalt beeindruckt: „Das ist allerdings ein Gesicht von unbeschreiblicher, von erstaunlicher Wahrheit und Unschuld“ (I, 12). Fraundorfer bittet ihn um Nachforschungen und weist auf eine Brandverletzung an der Schulter des Toten hin (I, 15, II, 26). Laudin besucht Luise in ihrer Atelierwohnung im Kreis ihrer Künstlerfreunde und befragt sie über ihre Beziehung zu Nikolaus. Sie bezeichnet den Kontakt, von ihrer Seite aus, als musikalisch-künstlerische Freundschaft, der Jüngling dagegen habe sie umworben und heiraten wollen. Sie habe den „achtzehnjährigen Frosch“ wegen des Altersunterschiedes zurückgewiesen (II, 25). Später verwickelt sie sich in Widersprüche: sie leugnet eine sexuelle Beziehung nicht mehr ab, könne sich aber nicht mehr daran erinnern. (II, 37) Laudin erfährt von ihrer Freundin May, die Brandverletzung sei die Folge einer Liebesprobe mit einem glühenden Feuerhaken gewesen, die Luise von Nikolaus verlangt habe (II, 45). Laudin ist zu diesem Zeitpunkt bereits selbst so stark von Luise fasziniert, dass er die Spur nicht weiterverfolgt und Fraundorfer meidet. Dieser recherchiert nun selbst und findet heraus, dass sein Sohn zwei Tage vor seinem Suizid einen Spezialisten für Syphilis-Erkrankungen konsultiert hat. Anfang August hat ihm Nikolaus gestanden, noch keinen sexuellen Kontakt mit Frauen gehabt zu haben und deshalb gibt er bei einem nächtlichen spektakulären Auftritt vor den Premierengästen der Schauspielerin die Schuld, ihren Sohn mit ihrer Geschlechtskrankheit angesteckt zu haben und für den Selbstmord verantwortlich zu sein. Für den anwesenden Laudin bedeutet dies den Zusammenbruch seiner Illusionen. Konstanze, die Frau des Konsuls Altacher beauftragt Laudin mit ihrer Erbschaftsangelegenheit. Ihr Mann Edmund lässt sich zu diesem Zeitpunkt wegen seines Herzleidens in einem Sanatorium behandeln und stirbt bald darauf. Er wollte sich scheiden lassen und hat ein Viertel seines Vermögens seiner Sekretärin May Ernevoldt geschenkt. Seine Frau weigert sich, dies zu akzeptieren, will ihn entmündigen lassen und fordert nach seinem Tod sechzigtausend Goldkronen zurück. Sie trägt Laudin ihre Geschichte vor: Nach zwanzigjähriger Ehe hat sich Edmund, nach einer Zeit der Entfremdung, vor anderthalb Jahren von ihr und ihren drei Töchtern getrennt und sich einer Gruppe in Hietzing angeschlossen, die theosophischen und okkultistischen Ideen und Praktiken anhängt. Die zentrale Figur dieses von Edmund finanzierten Kreises mit komplizierten personalen Beziehungen ist May, die als Erleuchtet und Visionärin gilt. Zu ihr fasste Altacher großes Vertrauen und stellte sie als seine Privatsekretärin ein. So gewann sie großen Einfluss auf ich. May selbst ist wiederum abhängig von Luise Dercum, der Freundin ihres familiär und beruflich unsteten 35-jährigen Bruders Bernt, durch den Altacher in diese Gruppe geriet. Die schauspielerisch begabte Luise (Lu) soll eine anrüchige moralische Vergangenheit haben und ihren Mann, den Schauspieler Arnold Keller, um sich von ihm zu befreien, in einer Psychiatrie untergebracht haben. Laudin lernt durch den Fall Nikolaus Fraundorfer Luise und ihre Freunde kennen. Durch sie erhält er Einblick in ein Memorandum des Konsuls, in dem er seine Version darstellt und in den Persönlichkeitsunterschieden zwischen ihm und seiner Frau die Ursache für das Scheitern ihrer Ehe sieht. Während sie an den Werten der höheren bürgerlichen Gesellschaft orientiert ist, ihre Töchter autoritär leistungsorientiert erzieht und das Dienstpersonal diszipliniert, fühlt er sich jetzt im phantasievollen und menschlichen Künstlerkreis seiner Freundin von den Zwängen des Sippengeistes erlöst. Das Verhängnis liegt seiner Meinung nach in der Institution des „Clans“ begründeten, der auf „Blut und Mutterschaft“ beruht und deren Formen dem Leben nicht mehr entsprechen: „[W]enn [die Frauen] ihre Geburten mit Schmerzen bezahlt haben, so werden sie bis ans Lebensende dafür entschädigt, dass sie in [den Kindern] unschuldige und um desto unzerreißbarere Bindeglieder erlangt haben, die den Mann und Gatten […] auf Gnade und Ungnade in ihre Hände geben“ (II, 27). Eine dritte Version der Beziehungsprobleme erfährt Laudin aus der Perspektive Mays. Sie analysiert einfühlsam die Ehesituation der Altachers und ihre Versuche, deren Ehe zu retten (III, 51). Laudin ist von Luise fasziniert und ihm gefällt der freie, unbürgerliche Lebensstil ihrer Freunde. Luise gelingt es, ihn an sich zu binden: Weil sie zu Laudin Vertrauen gewonnen habe, bitte sie ihn um Rat im Umgang mit ihrem in einer Berliner Psychiatrie untergebrachten Mannes. Sie erzählt ihm die Geschichte ihrer Ehe. Sie habe als unerfahrene Frau Keller aus Leichtsinn geheiratet und zu spät bemerkt, dass er ihren Lebensraum durch seine manische Eifersucht immer mehr einschränkte. Er sei Kokain-abhängig geworden und sie habe nach dreijähriger Alptraumehe, um sich vor seinen aggressiven Nachstellungen zu schützen, seine Einweisung in eine Anstalt erreicht (II, 25). Im Memorandum des Konsuls Altacher findet Laudin seine eigenen Gefühle ausformuliert. Konstanze Altacher und Brigitte Hartmann sieht er als Repräsentanten der alten Gesellschaft mit ihren Sippenzwängen an. Luise und May dagegen verkörpern für ihn die Befreiung aus der Normierung. Als Konsequenz lehnt er es ab, Frau Altacher weiterhin juristisch zu vertreten, und gegen Brigitte Hartmann verschärft er sein Vorgehen und droht ihr mit einem Gerichtsprozess. Sein gesamtes Auftreten im Büro und vor Gericht ändert sich. Seiner Frau hält er einen für sie unverständlichen Vortrag über Brigitte Hartmann als „Frau Shylock“ (II, 31). Er verliert seine Souveränität und Beherrschtheit vor Gericht, sein Ruf als Advokat leidet bei seinen Kollegen und in der Öffentlichkeit (II, 32). David Kerkowetz, der neue Anwalt Altachers, nutzt seine schwache Argumentation aus und spottet über ihn. In einer Art Bewusstseinstrübung beschimpft Laudin in seiner Korrespondenz den Gegner und muss dies als Versehen eines Schreibers entschuldigen (II, 42). Laudin verstrickt sich zunehmend in Luise Dercums Projekte. Er übernimmt nicht nur ihre Scheidungsaffäre in Berlin, sondern berät sie auch zeitaufwändig kostenlos in vielen anderen Angelegenheiten, z. B. im Streit mit der Bühnenleitung oder bei der Zahlung einer Konventionalstrafe. Sie sprüht vor Aktivität und ist voller Pläne, ein eigenes Theater zu leiten oder eine Filmgesellschaft zu gründen. Von einer Idee springt sie spontan zur nächsten (Kap. 36). Einerseits sieht er das gefährlich Schillernde in ihrer Person, andererseits verdrängt er die Warnungen Fraundorfers, Mays und des plötzlich in Wien aufgetauchten Arnold Keller (II, 49) vor Luises außerhalb jeder bürgerlichen Moral stehenden vampirhaften Dämonie einer Femme fatale. Er sieht sie vielmehr als völlig unabhängigen Charakter, der sich spontan immer wieder chamäleonartig neu erfindet und wie eine Schauspielerin in andere Figuren schlüpft, als „Weib, das ganz Nerv, Bewegung, Feuer, Gegenwart, Sinnhaftigkeit und Wirklichkeit war“ (II, 35, 43). Luise spielt auch mit ihm. Sie umschmeichelt ihn, nennt ihn ihren Freund und Ratgeber und stellt den in Geldangelegenheiten vorsichtig operierenden Juristen vor die Wahl zwischen „Trödelmarkt“ und „Tempel“: Einleitend konfrontiert sie ihn mit der geringen Pension, die Konstanze ihrer Freundin May zu zahlen bereit ist und ordnet Laudin provozierend dieser Gruppe bürgerlicher Geizkragen zu: „Da hast du die Deinen, da hast du deine Welt, nun sprich, Verteidiger! verteidige dich. Sie sah hinreißend aus. Es war entschieden ein glücklicher ‚Moment‘“ (II, 37). Dann überrumpelt sie ihn mit ihrem Projekt. Er soll sich entscheiden, ob er zur Gruppe der „Genießer, Schwärmer, Lüstling[e], Enthusiast[en] in Gefühlen, die nichts kosten“, gehöre oder zu der der „Bekenner und Verfechter“, und fordert von ihm als erste Rate für die Gründung der Filmgesellschaft „Phönix“ dreißigtausend Goldmark. Als Sicherheit bietet sie ihr Talent, ihren Stern, ihren Namen. Laudin kann sich ihrem Bann nicht entziehen und stellt ihr nach und nach 505 Millionen Kronen für die Filmfirma zur Verfügung. Er verhandelt über die juristische Form der Geldanlage. Da er in realistischer Einschätzung weder Luise noch Bernt Ernevoldt einen soliden Umgang mit Geld zutraut, wird schließlich May Kontoinhaberin(II, 41). Den Grund ihrer anfänglichen Weigerung erzählt May später, nachdem Luise und Bernt ihre Schulden mit dem Firmengeld beglichen haben: Sie ist zu schwach, um sich dem Bruder und ihrer Freundin zu widersetzen. Sie hat ein schlechtes Gewissen gegenüber Laudin und fragt ihn, wieso er sich mit seiner juristischen Erfahrung auf dieses Geschäft eingelassen hat (II, 41). Laudin öffnet ihr sein Geheimnis: Er hat Luise und ihre Freunde durchaus mit klarem Blick eingeschätzt, ihre Lügen bemerkt, seine Beobachtungen protokolliert und die Risiken gesehen. In seiner Selbstanalyse hat er sich sogar lustig gemacht über das Klischee von der „späten Leidenschaft des alternden Mannes“. Aber sein zweites Selbst wehrt sich gegen die Erstarrung des ersten. Durch seine beruflichen Erfahrungen mit den Abgründen der Menschen und dem Wissen, in diese Lügenwelt hineingezogen worden zu sein, ist seine gesamt Existenz brüchig geworden (II, 43). An diesem Kreuzweg traf er Luise, die ewig Verwandelbare, ohne Charakter, ohne Motiv, ohne Erinnerung und Gewissen. „Alle Kräfte und Blutströme, Ahnentum und dunkles Naturtreiben schmelzen bei ihr im Augenblick göttlicher Selbstliebe und Selbsttrunkenheit zur Gestalt zusammen.“ Laudin weiß nicht, wohin ihn dieses Schicksal führen wird (II, 46). Laudin treibt zunehmend einer Katastrophe zu. Er spricht mit May (III, 51) und Fraundorfer (III, 53) über seine persönlichen Krise, in die ihn die Faszination von Luise geführt hat und gegen die er sich nicht wehren kann Im Gegensatz zu Fraundorfer findet er bei May viel Verständnis. Mit ihr diskutiert er seine Vorstellungen erstens von der „großen Sklavenbefreiung“, welche die behördliche und kirchliche Ehe durch ein Konkubinat ersetzt, und zweitens von der Auflösung des Ichs in ein „Hinüberfließen in andere Gestalt“ und ein Ausprobieren der verschiedenen „Erscheinungs- und Erlebnisformen der Liebe“ (III, 51). Luise nutzt Laudins Abhängigkeit weiter aus und stellt immer neue Forderungen mit unglaubwürdigen Begründungen: Um Schulden zu begleichen, habe sie ein noch nicht bezahltes Smaragdgehänge verpfändet. Der Juwelier habe davon erfahren und drohe ihr mit einer Anzeige, wenn sie bis zum Abend nicht die vierhundert Millionen Kronen bezahlt habe (III, 55). Willenlos versucht Laudin den Betrag bei seiner Bank zu besorgen, die jedoch nicht mehr so viel Geld vorrätig hat. Seine Aktien kann er erst am nächsten Tag verkaufen. Da besinnt er sich auf die sechshundert Millionen, die ein Klient in seinem Büro hinterlegt hat und bringt sie zu Luise ins Theater (III, 56). Laudins Katharsis beginnt mit seiner letzten finanziellen Unterstützung Luises und seinem traumatischen Weg von der Ausleihe des Klientengeldes zur Übergabe des Millionenbetrags an die spöttische Künstlerin im Theater. Als Randfigur des Künstlerfestes wird er Zeuge des Auftritts Fraundorfers, der wie ein höherer Richter sein Urteil über die syphilitische Bohème fällt. Dies ist für ihn die Peripetie seines Dramas. Er bringt noch den Streit mit der Witwe Hartmann zu einer Lösung, zieht sich aus dem Prozess Altacher/Ernevoldt zurück, was den öffentlichen Gerüchten über seine persönlichen Verstrickungen neue Nahrung gibt, und überlässt Konstanzes Anwalt Kerkowetz den Triumph (III, 61). Parallel dazu reagiert Pia auf die zunehmende Entfremdung und Friedrichs Rückzug aus gemeinsamen gesellschaftlichen Veranstaltungen und Familienaktivitäten mit dem Vorschlag, er solle in eine eigene Wohnung ziehen. Sie gibt ihn frei und ist zur Trennung bereit (III, 48, 54). Nach der Wendung der Ereignisse und Laudins Ausstieg aus der Künstlerszene sprechen die beiden sich aus. Sie beschreibt ihre Rolle in der Ehe als Schattendasein und schlägt ihm einen Neuanfang vor: Die zukünftige Basis ist eine gleichberechtigte Partnerschaft. Er soll seinen Beruf aufgeben, um zur Ruhe zu kommen und auf die „Jagd nach sich selbst“ zu gehen. Sie haben viel Geld verloren und müssen ihre Villa vermieten und eine einfache Wohnung mieten (III, 63). Seine Berufsentscheidung bleibt offen, doch ihre Familie scheint, wie das Gruppenbild im Frühlingsgarten demonstriert, gerettet zu sein (III, 64). |

## Figuren
Dr. Friedrich Laudin, 47-jähriger Advokat.
Pia Laudin, geborene Rossi, Laudins 36-jährige Ehefrau.
Marlene, 15-jährige Tochter.
Relly, 13-jährige Tochter.
Hubert, 14 Monate alter Sohn.
Hartmann, Baumeister, Brandinspektor, Sachverständiger bei Schätzungen, Landbesitzer bei Kottingbrunn (18).
Brigitte Hartmann, Witwe Hartmanns.
Karoline Lanz, Lebensgefährtin Hartmanns.
stud. chem. Konrad Lanz, Bruder Karolines.
Konstanze Altacher, Witwe des Konsuls Edmund Altacher.
May Ernevoldt, Freundin des Konsuls.
Bernt Ernevoldt, May's Bruder, ehemaliger Kriegskorrespondent, Unterhändler, Firmenvertreter, Filmregisseur, Okkultist, Theosoph.
Luise Dercum, genannt Lu, 24-jährige Schauspielerin, Freundin der Ernevoldts.
Arnold Keller, Schauspieler, Lu's Ehemann.
Nikolaus Fraundorfer, 18-jähriger Musiker.
Dr. Egyd Fraundorfer, Nikolaus’ Vater, Freund Laudins.

## Zitate
- Laudin zu Fraundorfer: Ein Sohn ist ja doch der Wegweiser ins Zukünftige (69[5]).
- Lu zu Laudin: Es gibt keinen Befehl zur Liebe (147).
- Lu will Laudin überreden: Die deutsche Sprache war plötzlich wie ein Strauß wilder Blumen (152).
- Konsul Edmund Altacher: Einen Augenblick lang in jedem Leben ist Gott gegenwärtig und spricht mit uns (164).
- Der Schmerz, den eine Kreatur erleidet, ist etwas Absolutes, und mit ihm steht sie Aug in Aug mit Gott (218).
- Laudin im Zimmer: Er sah sich um, als wären ihm die Wände lästig (278).
- Zur Ehetheorie: Der Stärkere ist, wer eine Eigenschaft, gut oder schlecht, so in sich entwickeln kann, daß er damit den andern in ein Schuldverhältnis bringt (285).
- In der Ehe: Wie fremd einander die Nahen sind! (286)
- Über Mann und Frau: Der einzelne ist nicht mehr wichtig für die Gesamtheit. Wichtig ist nur das Paar (289).
- Ungeduld ist immer einfältig (340).

## Autobiographische Bezüge
Sprengel, Koester. Pazi und Koranyi ordnen den Text in jene Werke ein, die den Ehekonflikt des Autors nach seiner Trennung von Julie Speyer reflektieren. Die Auseinandersetzung gipfelte im März 1926 in der Scheidung des Ehepaares.

## Rezeption
Wassermanns „Laudin“ war ein Verkaufserfolg, wurde jedoch unterschiedlich rezipiert:
Mit der Abkehr von historischen Stoffen und der Hinwendung zum Zeitroman, zum, wie der Autor selbst schreibt, „Urbanen“, zum „Gegenwartsbild zur Spiegelung der mich umgebenden Welt“ stieß Wassermann auf großes Interesse, v. a. mit der Justizkritik und Kritik an der bürgerlichen Lebensform Ehe: „Ehemals waren tief unter der Oberfläche des bürgerlichen Lebens mythische, religiöse, kirchliche, priesterliche Einflüsse und Mächte wirksam, die der Gesellschaft wie auch dem Individuum die Daseinsform vorschrieben, ja aufzwangen.“ In der Nachkriegszeit habe diese Entwicklung zu einem, wie der Autor schreibt, „Übergangszustand“, einer „Zwischenphase“ geführt, deren Leerstellen die „Wurzeln von unser aller Existenz bedrohen.“ Die „gefährliche Schwebe, in welcher sich die Institution gegenwärtig befindet, ist in jeder bürgerlichen Familie zu spüren.“ In dieses Urteil sind offenbar auch persönliche Erfahrungen des Autors eingeflossen: 1919 trennte er sich von seiner ersten Frau Julie Wassermann-Speyer und im Frühjahr 1926 wurde diese Ehe geschieden und Wassermann heiratete Marta Karlweis.
Interesse fand auch die Psychologisierung der Hauptpersonen. „Die Notwendigkeit des Ichseins ist eine fortwährende innere Belastung: eine Erkenntnis, die zu den wesentlichsten der neueren Psychologie gehört“, schreibt der Autor. Mit „Laudin“ beginnt eine moralisch-pädagogische Tendenz in Wassermanns Romanwerk, zugleich ein Mittel zur „Sinngebung der Zeit“. Bei der Arbeit am „Laudin“ habe er „wie noch bei keinem Buch vorher das Gefühl einer ihm aufgetragenen Sendung“ gehabt. Seine Aufgabe als Schriftsteller sei es, „die in die Menschengemüter eingebrochene Verwirrung und Ratlosigkeit durch Bild und Wegweisung“ aufzuheben, mit Hilfe der Phantasie die Verwandlung des Menschen zu fördern. Es gelte, die Leser zu „fesseln“, um sie mittels Interesse, Spannung, Ergriffenheit zu wandeln und damit „vom Schlechten abzubringen.“
Kritisiert wurde dagegen Wassermanns Romantechnik. Sie erinnere, während der moderne Roman den Weg der Handlungsarmut und der Vernachlässigung der Fabel ginge, an „Kunstgeschicklichkeit, Kolportagegeschichten und niedere Unterhaltungslektüre: Artistisches statt Avantgarde, Modisch-Literarisches statt moderner Literatur.“. Wassermann war sich bewusst, dass er seine Romane mit ihrem geschlossenen, aktionsreichen Handlungsaufbau und der Überzeichnung einzelner Charaktere dieser Gefahr aussetzte: „Es fehlt meinen Büchern […] der Schuss ehrbarer Langeweile, den der Deutsche braucht, wenn er respektieren soll. Kann ich nicht ein wenig langweiliger werden, so hab ich’s bei unseren Ästheten verpatzt.“
Der Herausgeber Koranyi nimmt Wassermann in Schutz: „Laudin“ sei keineswegs einfach linear. Er habe eine virtuose Verknüpfungs- und Verwicklungstechnik: Neben dem auktorialen Erzähler gibt es eine gewisse Polyperspektive durch die Einblendung von Erzählungen, Briefen und Dokumenten der einzelnen Figuren. Ein weiteres nicht traditionelles Stilmittel ist der Verweis auf andere literarische Werke: Luise (Lu) erinnert an Lulu in Frank Wedekinds Tragödie Erdgeist, Laudin hat ein Vorbild im Gymnasiallehrer Raat in Heinrich Manns Professor Unrat.